# 哈拉什基夫卡
50°0′33″N 37°3′14″E / 50.00917°N 37.05389°E
哈拉什基夫卡（烏克蘭語：Гарашківка）是位於烏克蘭東部的村莊，由哈爾科夫州丘胡伊夫区的佩切尼希市鎮負責管轄。該村始建於1680年，面積1.94平方公里，海拔高度119米，2001年人口155，人口密度每平方公里79.9人。